# Ігор Зеленай
Ігор Зеленай (словац. Igor Zelenay; нар. 10 лютого 1982) — колишній словацький тенісист.
Найвищу одиночну позицію світового рейтингу — 279 місце досяг 1 серпня 2005, парну — 50 місце — 27 липня 2009 року.
Здобув 1 парний титул.
Найвищим досягненням на турнірах Великого шолома було 3 коло в парному розряді.

## Фінали турнірів ATP за кар'єру

### Парний розряд: 5 (1–4)
| Легенда                                     |
| ------------------------------------------- |
| Турніри Великого шолома (0–0)               |
| Фінали Світового туру ATP (0–0)             |
| Серія Мастерс 1000 Світового Туру ATP (0–0) |
| Серія 500 Світового туру ATP (0–0)          |
| Серія 250 Світового туру ATP (1–4)          |

| Титули за покриттям |
| ------------------- |
| Тверде (1–2)        |
| Ґрунт (0–2)         |
| Трава (0–0)         |

| Титули за типом корту |
| --------------------- |
| Відкритий (0–2)       |
| Закритий (1–2)        |

| Результат | В-П | Дата     | Турнір                                   | Рівень    | Покриття   | Партнер        | Суперники                          | Рахунок            |
| --------- | --- | -------- | ---------------------------------------- | --------- | ---------- | -------------- | ---------------------------------- | ------------------ |
| Поразка   | 0–1 | Лют 2010 | Delray Beach Open, США                   | Серія 250 | Тверде (i) | Філіпп Маркс   | Боб Браян Майк Браян               | 3–6, 6–7(3–7)      |
| Поразка   | 0–2 | Кві 2011 | Grand Prix Hassan II, Марокко            | Серія 250 | Ґрунт      | Колін Флемінг  | Роберт Ліндстедт Горія Текеу       | 2–6, 1–6           |
| Поразка   | 0–3 | Вер 2012 | St. Petersburg Open, Росія               | Серія 250 | Тверде (i) | Лукаш Лацко    | Ражів Рам Ненад Зімоньїч           | 2–6, 6–4, [6–10]   |
| Поразка   | 0–4 | Лип 2018 | Відкритий чемпіонат Швейцарії, Швейцарія | Серія 250 | Ґрунт      | Денис Молчанов | Маттео Берреттіні Даніеле Браччалі | 6–7(2–7), 6–7(5–7) |
| Перемога  | 1–4 | Вер 2019 | St. Petersburg Open, Росія               | Серія 250 | Тверде (i) | Дівідж Шаран   | Маттео Берреттіні Сімоне Болеллі   | 6–3, 3–6, [10–8]   |

## Фінали челленджерів і ф'ючерсів

### Одиночний розряд: 7 (2–5)
| Легенда (одиночний розряд) |
| -------------------------- |
| Тур ATP Челленджер (0–1)   |
| Тур ITF Ф'ючерс (2–4)      |

| Титули за покриттям |
| ------------------- |
| Тверде (1–3)        |
| Ґрунт (0–1)         |
| Трава (0–1)         |
| Килим (1–0)         |

| Результат | В-П | Дата     | Турнір                         | Рівень     | Покриття   | Суперник         | Рахунок                 |
| --------- | --- | -------- | ------------------------------ | ---------- | ---------- | ---------------- | ----------------------- |
| Поразка   | 0–1 | Чер 2002 | Чехія F2, Яблонець-над-Нисою   | Ф'ючерс    | Ґрунт      | Режіс Лавернь    | 2–6, 6–4, 5–7           |
| Поразка   | 0–2 | Лис 2002 | Чехія F6, Прага                | Ф'ючерс    | Тверде     | Лукаш Длоуги     | 3–6, 6–4, 3–6           |
| Поразка   | 0–3 | Січ 2003 | Німеччина F1B, Біберах-на-Рісі | Ф'ючерс    | Тверде (i) | Роко Каранушич   | 5–7, 5–7                |
| Перемога  | 1–3 | Вер 2003 | Франція F15, Баньєр-де-Бігорр  | Ф'ючерс    | Тверде     | Ніколя Турт      | 7–6(7–4), 6–7(5–7), 7–5 |
| Перемога  | 2–3 | Січ 2005 | Австрія F1, Аніф               | Ф'ючерс    | Килим (i)  | Боштьян Ошабник  | 6–3, 6–1                |
| Поразка   | 2–4 | Кві 2005 | Велика Британія F6, Бат        | Ф'ючерс    | Тверде (i) | Марк Гілтон      | 3–6, 4–6                |
| Поразка   | 2–5 | Лип 2005 | Манчестер, Велика Британія     | Челленджер | Трава      | Даніеле Браччалі | 4–6, 4–6                |

### Парний розряд: 96 (60–36)
| Легенда (парний розряд)    |
| -------------------------- |
| Тур ATP Челленджер (46–30) |
| Тур ITF Ф'ючерс (14–6)     |

| Титули за покриттям |
| ------------------- |
| Тверде (16–12)      |
| Ґрунт (36–20)       |
| Трава (0–0)         |
| Килим (8–4)         |

| Результат | В-П   | Дата     | Турнір                           | Рівень     | Покриття   | Партнер                    | Суперники                                  | Рахунок                    |
| --------- | ----- | -------- | -------------------------------- | ---------- | ---------- | -------------------------- | ------------------------------------------ | -------------------------- |
| Перемога  | 1–0   | Жов 2000 | Фінляндія F2, Гельсінкі          | Ф'ючерс    | Килим      | Кароль Бек                 | Яркко Ніємінен Теро Вілен                  | 6–2, 6–4                   |
| Перемога  | 2–0   | Лип 2001 | Словаччина F5, Братислава        | Ф'ючерс    | Ґрунт      | Борут Урх                  | Мартін Штепанек Їржі Врбка                 | w/o                        |
| Перемога  | 3–0   | Сер 2001 | Тольятті, Росія                  | Челленджер | Тверде     | Кароль Бек                 | Абдул Хамід Махкамов Дмитро Томашевич      | 7–5, 4–6, 6–3              |
| Перемога  | 4–0   | Сер 2001 | Росія F1, Балашиха               | Ф'ючерс    | Ґрунт      | Кароль Бек                 | Олексій Кедрюк Орест Терещук               | 0–6, 6–3, 6–4              |
| Поразка   | 4–1   | Вер 2001 | Zabrze, Польща                   | Челленджер | Ґрунт      | Кароль Бек                 | Юліан Ноул Міхаель Кольманн                | 1–6, 6–7(5–7)              |
| Перемога  | 5–1   | Жов 2001 | Греція F4, Керкіра               | Ф'ючерс    | Килим      | Люк Буржуа                 | Міхал Навратіл Їржі Врбка                  | 6–4, 7–6(9–7)              |
| Поразка   | 5–2   | Лис 2001 | Прага, Чехія                     | Челленджер | Тверде (i) | Кароль Бек                 | Лукаш Длоуги Давід Мікета                  | 1–6, 6–4, 3–6              |
| Перемога  | 6–2   | Чер 2002 | Словаччина F1A, Кошиці           | Ф'ючерс    | Ґрунт      | Юрай Гашко                 | Франтішек Бабай Міхал Мертиняк             | 3–6, 6–4, 6–3              |
| Перемога  | 7–2   | Січ 2003 | Німеччина F1C, Обергахінг        | Ф'ючерс    | Килим (i)  | Міхал Мертиняк             | Даніель Ельснер Філіпп Пецшнер             | 4–6, 7–6(20–18), 7–6(7–5)  |
| Перемога  | 8–2   | Лис 2003 | Прага, Чехія                     | Челленджер | Килим (i)  | Мартін Штепанек            | Карстен Браш Жан-Клод Шеррер               | 6–4, 4–6, 6–4              |
| Поразка   | 8–3   | Січ 2004 | Німеччина F3, Обергахінг         | Ф'ючерс    | Тверде (i) | Лукаш Кубот                | Фредерік Нільсен Расмус Нербю              | 4–6, 7–6(8–6), 0–6         |
| Поразка   | 8–4   | Кві 2004 | Франція F6, Анже                 | Ф'ючерс    | Ґрунт (i)  | Ґоран Тошич                | Ксав'є Одуа Ніколя Турт                    | 1–6, 1–6                   |
| Поразка   | 8–5   | Кві 2004 | Італія F4, Бергамо               | Ф'ючерс    | Ґрунт      | Віктор Брутанс             | Фабіо Коланджело Алессандро Мотті          | 4–6, 1–6                   |
| Перемога  | 9–5   | Тра 2004 | Чехія F1, Мост                   | Ф'ючерс    | Ґрунт      | Ладіслав Храмоста          | Дієго Хункейра Дам'ян Патріарка            | 7–6(7–2), 4–6, 6–1         |
| Поразка   | 9–6   | Жов 2004 | Франція F19, Ла-Рош-сюр-Іон      | Ф'ючерс    | Тверде (i) | Даніель Муньйос де ла Нава | Ксав'є Одуа Жан-Франсуа Башло              | 6–3, 1–6, 2–6              |
| Перемога  | 10–6  | Жов 2004 | Бельгія F1, Ватерлоо             | Ф'ючерс    | Килим (i)  | Дарко Маджаровський        | Міхел Конінґ Мартейн ван Гастерен          | 6–4, 7–6(7–3)              |
| Перемога  | 11–6  | Лис 2004 | Прага, Чехія                     | Челленджер | Килим (i)  | Лукаш Длоуги               | Ян Мінарж Ярослав Поспішил                 | 6–3, 3–6, 7–6(7–5)         |
| Перемога  | 12–6  | Чер 2005 | Кошиці, Словаччина               | Челленджер | Ґрунт      | Петр Лукса                 | Юган Ландсберг Харел Леві                  | 6–4, 6–2                   |
| Перемога  | 13–6  | Гру 2006 | Чехія F4, Vendryně               | Ф'ючерс    | Тверде (i) | Лукаш Росол                | Даніель Люстіг Філіп Полашек               | 6–1, 6–1                   |
| Перемога  | 14–6  | Гру 2006 | Чехія F5, Опава                  | Ф'ючерс    | Килим (i)  | Лукаш Росол                | Роман Веґелі Ярослав Поспішил              | 4–6, 6–2, 6–1              |
| Перемога  | 15–6  | Бер 2007 | Франція F5, Пуатьє               | Ф'ючерс    | Тверде (i) | Філіп Полашек              | Віктор Йоніце Браян Вілсон                 | 6–4, 6–4                   |
| Поразка   | 15–7  | Тра 2007 | Чехія F1, Теплиці                | Ф'ючерс    | Ґрунт      | Мартін Сланар              | Роман Кутач Карел Тршиска                  | 4–6, 4–6                   |
| Перемога  | 16–7  | Лип 2007 | Оберштауфен, Німеччина           | Челленджер | Ґрунт      | Філіп Полашек              | Петер Гойовчик Марк Зібер                  | 7–5, 7–5                   |
| Перемога  | 17–7  | Сер 2007 | Словаччина F3, Братислава        | Ф'ючерс    | Ґрунт      | Філіп Полашек              | Віктор Брутанс Ян Станчик                  | w/o                        |
| Поразка   | 17–8  | Вер 2007 | Дюссельдорф, Німеччина           | Челленджер | Ґрунт      | Філіп Полашек              | Фабіо Коланджело Філіпп Маркс              | 6–3, 3–6, [7–10]           |
| Перемога  | 18–8  | Вер 2007 | Трнава, Словаччина               | Челленджер | Ґрунт      | Філіп Полашек              | Дієго Хункейра Рубен Рамірес Ідальго       | 6–1, 6–4                   |
| Поразка   | 18–9  | Жов 2007 | Ренн, Франція                    | Челленджер | Килим (i)  | Філіп Полашек              | Філіпп Пецшнер Б'єрн Фау                   | 2–6, 2–6                   |
| Перемога  | 19–9  | Гру 2007 | Чехія F5, Frýdlant nad Ostravicí | Ф'ючерс    | Тверде (i) | Лукаш Росол                | Їржі Кркошка Ян Станчик                    | 6–4, 6–2                   |
| Поразка   | 19–10 | Гру 2007 | Чехія F6, Опава                  | Ф'ючерс    | Килим (i)  | Лукаш Росол                | Нікола Мартинович Йошко Топич              | 4–6, 5–7                   |
| Поразка   | 19–11 | Лют 2008 | Бергамо, Італія                  | Челленджер | Тверде (i) | Джеймс Серретані           | Сімоне Болеллі Андреас Сеппі               | 3–6, 0–6                   |
| Поразка   | 19–12 | Тра 2008 | Острава, Чехія                   | Челленджер | Ґрунт      | Ян Герних                  | Сергій Стаховський Томаш Зіб               | 6–7(6–8), 6–3, [12–14]     |
| Перемога  | 20–12 | Чер 2008 | Кошиці, Словаччина               | Челленджер | Ґрунт      | Томаш Беднарек             | Мігель Анхель Лопес Хаен Карлес Поч Градін | 6–1, 4–6, [13–11]          |
| Поразка   | 20–13 | Сер 2008 | Корденонс, Італія                | Челленджер | Ґрунт      | Давід Шкох                 | Марко Груньйола Алессіо ді Мауро           | 6–1, 4–6, [6–10]           |
| Поразка   | 20–14 | Сер 2008 | Стамбул, Туреччина               | Челленджер | Тверде     | Давід Шкох                 | Міхаель Кольманн Франк Мозер               | 6–7(4–7), 4–6              |
| Поразка   | 20–15 | Вер 2008 | Дюссельдорф, Німеччина           | Челленджер | Ґрунт      | Лукаш Росол                | Ян Гаєк Томаш Зіб                          | 6–1, 2–6, [7–10]           |
| Поразка   | 20–16 | Вер 2008 | Орлеан, Франція                  | Челленджер | Тверде (i) | Жан-Клод Шеррер            | Сергій Стаховський Ловро Зовко             | 6–7(7–9), 4–6              |
| Перемога  | 21–16 | Вер 2008 | Трнава, Словаччина               | Челленджер | Ґрунт      | Давід Шкох                 | Даніель Коллерер Міхал Мертиняк            | 6–3, 6–1                   |
| Поразка   | 21–17 | Бер 2009 | Безансон, Франція                | Челленджер | Тверде (i) | Давід Шкох                 | Кароль Бек Ярослав Левинський              | 6–2, 5–7, [7–10]           |
| Поразка   | 21–18 | Лис 2009 | Еккенталь, Німеччина             | Челленджер | Килим (i)  | Філіпп Маркс               | Міхаель Кольманн Александер Пея            | 4–6, 6–7(4–7)              |
| Поразка   | 21–19 | Лис 2009 | Аахен, Німеччина                 | Челленджер | Килим (i)  | Філіпп Маркс               | Роган Бопанна Айсам-уль-Хак Куреші         | 4–6, 6–7(6–8)              |
| Перемога  | 22–19 | Лис 2009 | Братислава, Словаччина           | Челленджер | Тверде (i) | Філіпп Маркс               | Леош Фридль Давід Шкох                     | 6–4, 6–4                   |
| Перемога  | 23–19 | Гру 2009 | Зальцбург, Австрія               | Челленджер | Тверде (i) | Філіпп Маркс               | Санчай Ратіватана Сончат Ратіватана        | 6–4, 7–5                   |
| Перемога  | 24–19 | Жов 2010 | Монс, Бельгія                    | Челленджер | Тверде (i) | Філіп Полашек              | Рубен Бемельманс Яннік Мертенс             | 3–6, 6–4, [10–5]           |
| Перемога  | 25–19 | Кві 2011 | Барлетта, Італія                 | Челленджер | Ґрунт      | Лукаш Росол                | Мартін Фішер Андреас Гайдер-Маурер         | 6–3, 6–2                   |
| Перемога  | 26–19 | Лип 2011 | Орбетелло, Італія                | Челленджер | Ґрунт      | Юліан Ноул                 | Ромен Жуан Бенуа Пер                       | 6–1, 7–6(7–2)              |
| Поразка   | 26–20 | Бер 2012 | Сараєво, Боснія і Герцеговина    | Челленджер | Тверде (i) | Міхал Мертиняк             | Дастін Браун Джонатан Маррей               | 6–7(2–7), 6–2, [9–11]      |
| Поразка   | 26–21 | Кві 2012 | Барлетта, Італія                 | Челленджер | Ґрунт      | Джонатан Маррей            | Юган Брунстрем Дік Норман                  | 4–6, 5–7                   |
| Поразка   | 26–22 | Кві 2012 | Неаполь, Італія                  | Челленджер | Ґрунт      | Раміз Джунейд              | Лауринас Грігеліс Алессандро Мотті         | 4–6, 4–6                   |
| Поразка   | 26–23 | Тра 2012 | Прага, Чехія                     | Челленджер | Ґрунт      | Мартін Кліжан              | Лукаш Росол Орасіо Себальйос               | 5–7, 6–2, [10–12]          |
| Перемога  | 27–23 | Тра 2012 | Бордо, Франція                   | Челленджер | Ґрунт      | Мартін Кліжан              | Олів'є Шарруен Джонатан Маррей             | 7–6(7–5), 4–6, [10–4]      |
| Перемога  | 28–23 | Лис 2012 | Гельсінкі, Фінляндія             | Челленджер | Тверде (i) | Михайло Єлгін              | Володимир Ігнатик Джиммі Ванг              | 4–6, 7–6(7–0), [10–4]      |
| Поразка   | 28–24 | Бер 2013 | Сараєво, Боснія і Герцеговина    | Челленджер | Тверде (i) | Кароль Бек                 | Мірза Башич Томіслав Бркич                 | 3–6, 5–7                   |
| Перемога  | 29–24 | Чер 2013 | Кошиці, Словаччина               | Челленджер | Ґрунт      | Каміл Чапкович             | Геро Кречмер Александер Сачко              | 6–4, 7–6(7–5)              |
| Поразка   | 29–25 | Лип 2013 | Брауншвейг, Німеччина            | Челленджер | Ґрунт      | Андреас Сільєстрем         | Томаш Беднарек Матеуш Ковальчик            | 2–6, 6–7(4–7)              |
| Перемога  | 30–25 | Вер 2013 | Комо, Італія                     | Челленджер | Ґрунт      | Раміз Джунейд              | Марко Груньйола Стефано Янні               | 7–5, 7–6(7–2)              |
| Перемога  | 31–25 | Чер 2014 | Віченца, Італія                  | Челленджер | Ґрунт      | Андрей Мартін              | Матеуш Ковальчик Блажей Конюш              | 6–1, 7–5                   |
| Перемога  | 32–25 | Лип 2014 | Брауншвейг, Німеччина            | Челленджер | Ґрунт      | Андреас Сільєстрем         | Раміз Джунейд Міхал Мертиняк               | 7–5, 6–4                   |
| Поразка   | 32–26 | Вер 2014 | Щецин, Польща                    | Челленджер | Ґрунт      | Томаш Беднарек             | Дастін Браун Ян-Леннард Штруфф             | 2–6, 4–6                   |
| Перемога  | 33–26 | Бер 2015 | Казань, Росія                    | Челленджер | Тверде (i) | Михайло Єлгін              | Андреа Арнабольді Маттео Віола             | 6–3, 6–3                   |
| Перемога  | 34–26 | Тра 2015 | Гайльбронн, Німеччина            | Челленджер | Ґрунт      | Матеуш Ковальчик           | Домінік Мефферт Тім Пюц                    | 6–4, 6–3                   |
| Поразка   | 34–27 | Чер 2015 | Простейов, Чехія                 | Челленджер | Ґрунт      | Матеуш Ковальчик           | Юліан Ноул Філіпп Освальд                  | 6–4, 3–6, [9–11]           |
| Перемога  | 35–27 | Чер 2015 | Прага, Чехія                     | Челленджер | Ґрунт      | Матеуш Ковальчик           | Роберто Майтін Мігель Ангел Реєс-Варела    | 6–2, 7–6(7–5)              |
| Перемога  | 36–27 | Сер 2015 | Словаччина F3, П'єштяни          | Ф'ючерс    | Ґрунт      | Філіп Горанський           | Ісак Арвідссон Габор Боршош                | 6–4, 1–6, [15–13]          |
| Перемога  | 37–27 | Сер 2015 | Корденонс, Італія                | Челленджер | Ґрунт      | Андрей Мартін              | Діно Маркан Антоніо Шанчич                 | 6–4, 5–7, [10–8]           |
| Поразка   | 37–28 | Вер 2015 | St Remy, Франція                 | Челленджер | Ґрунт      | Андрей Мартін              | Кен Скупскі Ніл Скупскі                    | 4–6, 1–6                   |
| Поразка   | 37–29 | Жов 2015 | Монс, Бельгія                    | Челленджер | Тверде (i) | Раміз Джунейд              | Рубен Бемельманс Філіпп Пецшнер            | 3–6, 1–6                   |
| Перемога  | 38–29 | Лис 2015 | Братислава, Словаччина           | Челленджер | Тверде (i) | Ілія Бозоляц               | Кен Скупскі Ніл Скупскі                    | 7–6(7–3), 4–6, [10–5]      |
| Перемога  | 39–29 | Лис 2015 | Брешія, Італія                   | Челленджер | Тверде (i) | Ілія Бозоляц               | Мірза Башич Нікола Мектич                  | 6–0, 6–3                   |
| Перемога  | 40–29 | Бер 2016 | Казань, Росія                    | Челленджер | Тверде (i) | Олександр Бурий            | Костянтин Кравчук Філіпп Освальд           | 6–2, 4–6, [10–6]           |
| Перемога  | 41–29 | Чер 2016 | Простейов, Чехія                 | Челленджер | Ґрунт      | Олександр Бурий            | Хуліо Перальта Ганс Подліпнік Кастільйо    | 6–4, 6–4                   |
| Перемога  | 42–29 | Лип 2016 | Прага, Чехія                     | Челленджер | Ґрунт      | Юліан Ноул                 | Факундо Аргуельйо Хуліо Перальта           | 6–4, 7–5                   |
| Перемога  | 43–29 | Лют 2017 | Кемпер, Франція                  | Челленджер | Тверде (i) | Михайло Єлгін              | Кен Скупскі Ніл Скупскі                    | 2–6, 7–5, [10–5]           |
| Перемога  | 44–29 | Лют 2017 | Шербур, Франція                  | Челленджер | Тверде (i) | Роман Єбави                | Діно Маркан Трістан-Замуель Вайсборн       | 7–6(7–4), 6–7(4–7), [10–6] |
| Перемога  | 45–29 | Кві 2017 | Франкавілла, Італія              | Челленджер | Ґрунт      | Юліан Ноул                 | Раміз Джунейд Кевін Кравіц                 | 2–6, 6–2, [10–7]           |
| Поразка   | 45–30 | Тра 2017 | Гайльбронн, Німеччина            | Челленджер | Ґрунт      | Аділ Шамасдін              | Роман Єбави Антоніо Шанчич                 | 4–6, 1–6                   |
| Поразка   | 45–31 | Тра 2017 | Mestre, Італія                   | Челленджер | Ґрунт      | Юліан Ноул                 | Кен Скупскі Ніл Скупскі                    | 7–5, 4–6, [5–10]           |
| Перемога  | 46–31 | Лип 2017 | Брауншвейг, Німеччина            | Челленджер | Ґрунт      | Юліан Ноул                 | Геро Кречмер Кевін Кравіц                  | 6–3, 7–6(7–3)              |
| Поразка   | 46–32 | Сер 2017 | Корденонс, Італія                | Челленджер | Ґрунт      | Матве Мідделкоп            | Роман Єбави Зденек Коларж                  | 2–6, 3–6                   |
| Перемога  | 47–32 | Бер 2018 | Чжухай, КНР                      | Челленджер | Тверде     | Денис Молчанов             | Олександр Бурий Бен Сяньїнь                | 7–5, 7–6(7–4)              |
| Поразка   | 47–33 | Бер 2018 | Шеньчжень, КНР                   | Челленджер | Тверде     | Денис Молчанов             | Сє Чженбен Раміз Джунейд                   | 6–7(3–7), 3–6              |
| Перемога  | 48–33 | Кві 2018 | Барлетта, Італія                 | Челленджер | Ґрунт      | Денис Молчанов             | Аріель Беар Максімо Гонсалес               | 6–1, 6–2                   |
| Перемога  | 49–33 | Кві 2018 | Туніс (місто), Туніс             | Челленджер | Ґрунт      | Денис Молчанов             | Жонатан Ейссерік Джо Солсбері              | 7–6(7–4), 6–2              |
| Перемога  | 50–33 | Чер 2018 | Простейов, Чехія                 | Челленджер | Ґрунт      | Денис Молчанов             | Пабло Куевас Мартін Куевас                 | 4–6, 6–3, [10–7]           |
| Перемога  | 51–33 | Сер 2018 | Корденонс, Італія                | Челленджер | Ґрунт      | Денис Молчанов             | Андрей Мартін Даніель Муньйос де ла Нава   | 3–6, 6–3, [11–9]           |
| Перемога  | 52–33 | Лис 2018 | Братислава, Словаччина           | Челленджер | Тверде (i) | Денис Молчанов             | Рамкумар Раманатхан Андрій Василевський    | 6–2, 3–6, [11–9]           |
| Перемога  | 53–33 | Кві 2019 | Барлетта, Італія                 | Челленджер | Ґрунт      | Денис Молчанов             | Томіслав Бркич Томіслав Драганя            | 7–6(7–1), 6–4              |
| Перемога  | 54–33 | Кві 2019 | Франкавілла, Італія              | Челленджер | Ґрунт      | Денис Молчанов             | Гільєрмо Дюран Давід Веґа Ернандес         | 6–3, 6–2                   |
| Перемога  | 55–33 | Сер 2019 | Аугсбург, Німеччина              | Челленджер | Ґрунт      | Андрій Василевський        | Іван Сабанов Матей Сабанов                 | 4–6, 6–4, [10–3]           |
| Перемога  | 56–33 | Сер 2020 | Острава, Чехія                   | Челленджер | Ґрунт      | Артем Сітак                | Кароль Джевецький Шимон Валькув            | 7–5, 6–4                   |
| Перемога  | 57–33 | Сер 2021 | Ліберець, Чехія                  | Челленджер | Ґрунт      | Роман Єбави                | Жоффрей Бланкано Максім Жанв'є             | 6–2, 6–7(6–8), [10–5]      |
| Перемога  | 58–33 | Жов 2021 | Ісманінг, Німеччина              | Челленджер | Килим (i)  | Андре Бегеманн             | Марек Ґенґель Томаш Махач                  | 6-2, 6-4                   |
| Поразка   | 58–34 | Лют 2022 | Forlí, Італія                    | Челленджер | Тверде (i) | Антоніо Шанчич             | Віктор Влад Корня Фабіан Фаллерт           | 4-6, 6-3, [2-10]           |
| Перемога  | 59–34 | Кві 2022 | Мадрид, Іспанія                  | Челленджер | Ґрунт      | Адам Павласек              | Рафаель Матос Давід Веґа Ернандес          | 6–3, 3–6, [10–6]           |
| Перемога  | 60–34 | Тра 2022 | Загреб, Хорватія                 | Челленджер | Ґрунт      | Адам Павласек              | Домагой Бильєшко Андрій Чепелев            | 4–6, 6–3, [10–2]           |
| Поразка   | 60–35 | Чер 2022 | Парма, Італія                    | Челленджер | Ґрунт      | Денис Молчанов             | Лук'яно Дардері Фернандо Ромболі           | 2-6, 3-6                   |
| Поразка   | 60–36 | Жов 2022 | Парма, Італія                    | Челленджер | Ґрунт      | Луїс Давід Мартінес        | Томіслав Бркич Нікола Чачиц                | 2–6, 2–6                   |

## Досягнення в парному розряді
| W | Ф | ПФ | ЧФ | #Р | КТ | К# | DNQ | A | NH |

| Турнір                                 | 2008 | 2009 | 2010 | 2011 | 2012 | 2013 | 2014 | 2015 | 2016 | 2017 | 2018 | 2019 | 2020 | 2021 | SR     | В-П   |
| -------------------------------------- | ---- | ---- | ---- | ---- | ---- | ---- | ---- | ---- | ---- | ---- | ---- | ---- | ---- | ---- | ------ | ----- |
| Турніри Великого шолома                |      |      |      |      |      |      |      |      |      |      |      |      |      |      |        |       |
| Відкритий чемпіонат Австралії з тенісу |      |      | 3р   | 2р   | 1р   | 1р   |      |      | 1р   |      |      | 2р   | 1р   | 1р   | 0 / 8  | 4–8   |
| Відкритий чемпіонат Франції з тенісу   |      | 3р   | 1р   | 1р   |      | 1р   |      |      |      |      |      | 2р   | 1р   |      | 0 / 6  | 3–6   |
| Вімблдонський турнір                   | 3р   | 3р   | 2р   | 1р   | 1р   | 1р   | 1р   | 1р   | 1р   | 1р   | К2р  | 1р   | NH   | 1р   | 0 / 12 | 5–12  |
| Відкритий чемпіонат США з тенісу       |      | 1р   | 2р   | 1р   |      |      |      |      |      |      |      | 1р   |      |      | 0 / 4  | 1–4   |
| В-П                                    | 2–1  | 4–3  | 4–4  | 1–4  | 0–2  | 0–3  | 0–1  | 0–1  | 0–2  | 0–1  | 0–0  | 2–4  | 0–2  | 0–2  | 0 / 30 | 13–30 |